# Статут внутрішньої служби
Статут внутрішньої служби — один із чотирьох статутів Збройних Сил України, затверджений Законом України «Про Статут внутрішньої служби Збройних Сил України» N 548-XIV від 24.03.1999 р. (зі змінами та доповненнями), що визначає загальні права та обов'язки військовослужбовців Збройних Сил України і їх взаємовідносини, обов'язки основних посадових осіб полку і його підрозділів, правила внутрішнього порядку у військовій частині та її підрозділах.
Статутом внутрішньої служби керуються всі військові частини, кораблі, управління, штаби, організації, установи і військові навчальні заклади Збройних Сил України. Обов'язки посадових осіб, не зазначені в цьому Статуті, визначаються відповідними порадниками та положеннями. Статут внутрішньої служби обов'язковий для всіх військових частин, штабів, організацій, установ і військово-навчальних закладів Збройних Сил України. Дія Статуту поширюється на Державну прикордонну службу України, Службу безпеки України, Національну гвардію України та на інші військові формування, створені відповідно до законів України, Державну спеціальну службу транспорту, Державну службу спеціального зв'язку та захисту інформації України.

## Структура
ВСТУП
ВІЙСЬКОВА ПРИСЯГА
ЗОБОВ’ЯЗАННЯ ІНОЗЕМЦЯ ТА ОСОБИ БЕЗ ГРОМАДЯНСТВА
БОЙОВИЙ ПРАПОР ВІЙСЬКОВОЇ ЧАСТИНИ
ЗАГАЛЬНІ ПОЛОЖЕННЯ (п.п. 1-8)
ЧАСТИНА I ВІЙСЬКОВОСЛУЖБОВЦІ ТА ВІДНОСИНИ МІЖ НИМИ
Розділ 1. Обов’язки, права та відповідальність військовослужбовців (п.п. 9-57)
Розділ 2. Загальні обов’язки командирів (начальників) (п.п. 58-65)
Розділ 3. Обов’язки посадових осіб, військовослужбовців рядового складу. (п.п. 66-128)
ЧАСТИНА 2 ВНУТРІШНІЙ ПОРЯДОК
Загальні положення (п.п. 129-130)
Розділ 4. Розміщення військовослужбовців (п.п. 131-198)
Розділ 5. Розподіл часу і повсякденний порядок (п.п. 199-232)
Розділ 6. Збереження і зміцнення здоров’я військовослужбовців (п.п. 233-266)
Розділ 7. Добовий наряд (п.п. 267-325)
Розділ 8. Підйом за бойовою тривогою і збір (п.п. 326-331)
ЧАСТИНА 3 БОЙОВЕ ЧЕРГУВАННЯ, ОСОБЛИВОСТІ ВНУТРІШНЬОЇ СЛУЖБИ В ПАРКАХ, ПІД ЧАС РОЗТАШУВАННЯ ВІЙСЬК НА ПОЛІГОНАХ ТА ЇХ ПЕРЕВЕЗЕННЯ
Розділ 9. Бойове чергування (п.п. 332-341)
Розділ 10. Внутрішня служба в парках  (п.п. 342-361)
Розділ 11. Особливості внутрішньої служби під час розташування військ на полігонах (у таборах) (п.п. 362-377)
Розділ 12. Особливості внутрішньої служби під час перевезення військ (п.п. 378-402)
Додаток 1-20
В Статуті визначені
- Текст військової присяги
- Положення про Бойовий прапор
- Загальні права та обов'язки військовослужбовців Збройних Сил України
- Правова відповідальність військовослужбовців
- Взаємовідносини між військовослужбовцями (старші, молодші, начальники, підлеглі)
- Що таке військова ввічливість і поведінка військовослужбовців
- Порядок віддання й виконання наказів
- Хто є посадовими особами полку (військової частини) та підрозділів
- Обов'язки основних посадових осіб полку і його підрозділів
- Загальні обов'язки командирів і рядового складу
- Відрекомендування командирам (начальникам) та особам, які прибули для інспектування (перевірки)
- Порядок розташування підрозділів в пунктах постійної дислокації та при розташуванні табором
- Розпорядок дня військової частини; порядок проведення окремих елементів розпорядку дня
- Порядок зберігання, видавання та приймання зброї та набоїв
- Порядок утримання приміщень
- Правила пожежної безпеки
- Порядок прийому молодого поповнення
- Збереження здоров'я військовослужбовців
- Відвідування військовослужбовців строкової служби; порядок звільнення їх із розташування військової частини
- Порядок лазнево-прального обслуговування (в статуті назване банно-пральним, що є русизм)
- Порядок призначення військовослужбовців у добовий наряд
- Склад і функції добового наряду
- Обов'язки і взаємовідносини осіб добового наряду
- Порядок відпочинку осіб добового наряду
- Порядок зберігання і застосування зброї (спецзасобів) особами добового наряду[3]
- Підйом за бойовою тривогою і збір (початок проведення в частині мобілізаційних заходів)
- Що таке Бойове чергування
- Порядок перевезення підрозділів
- Особливості служби в парках
- Особливості розташування на полігонах (табірних зборах)
- Порядок складання військової присяги
- Порядок вручення Бойового Прапора військовій частині
- Перелік військових звань в армії і на флоті
- Порядок розподілу молодого поповнення, яке прибуло до військової частини
- Порядок вручення особовому складу озброєння та військової техніки
- Порядок проведення опитування військовослужбовців при проведенні інспекцій та перевірок[4]
- Порядок обладнання місць несення служби добовим нарядом
- Зразки і порядок ведення документів обліку і осіб добового наряду; особлива увага документам, пов'язаним із утриманням, видаванням та прийманням зброї і набоїв
- Зразки та порядок ведення документів обліку хворих та тих, що звільняються із розташування військової частини
- Перелік типових написів і зразки табличок на входах в будівлі та дверях приміщень; порядок розташування табличок, описів, термометрів, документації посадових осіб роти та добового наряду; інших елементів в розташуваннях підрозділів